# Greckokatolicka eparchia przemyska

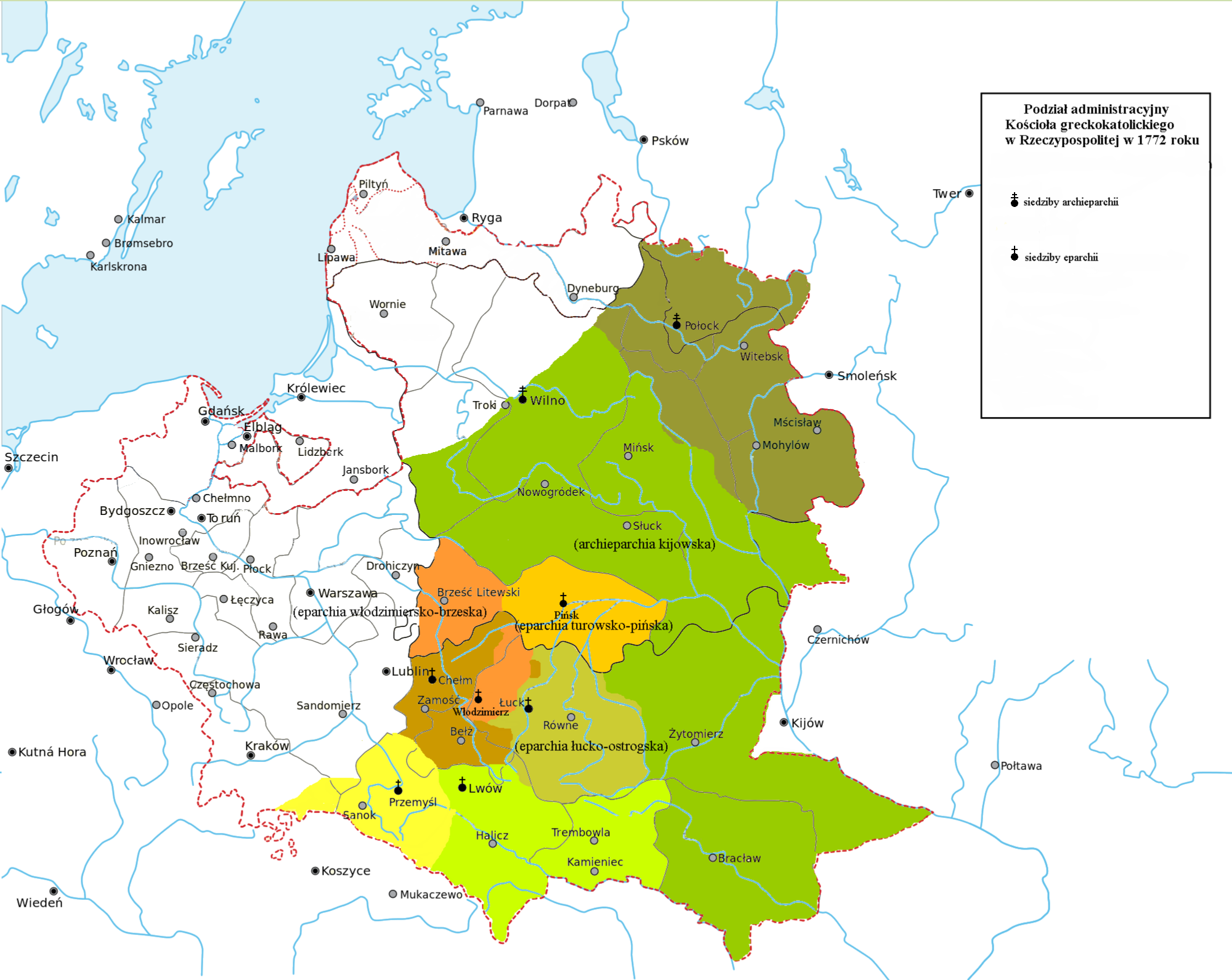
Podział administracyjny Kościoła greckokatolickiego w Polsce w 1772 roku

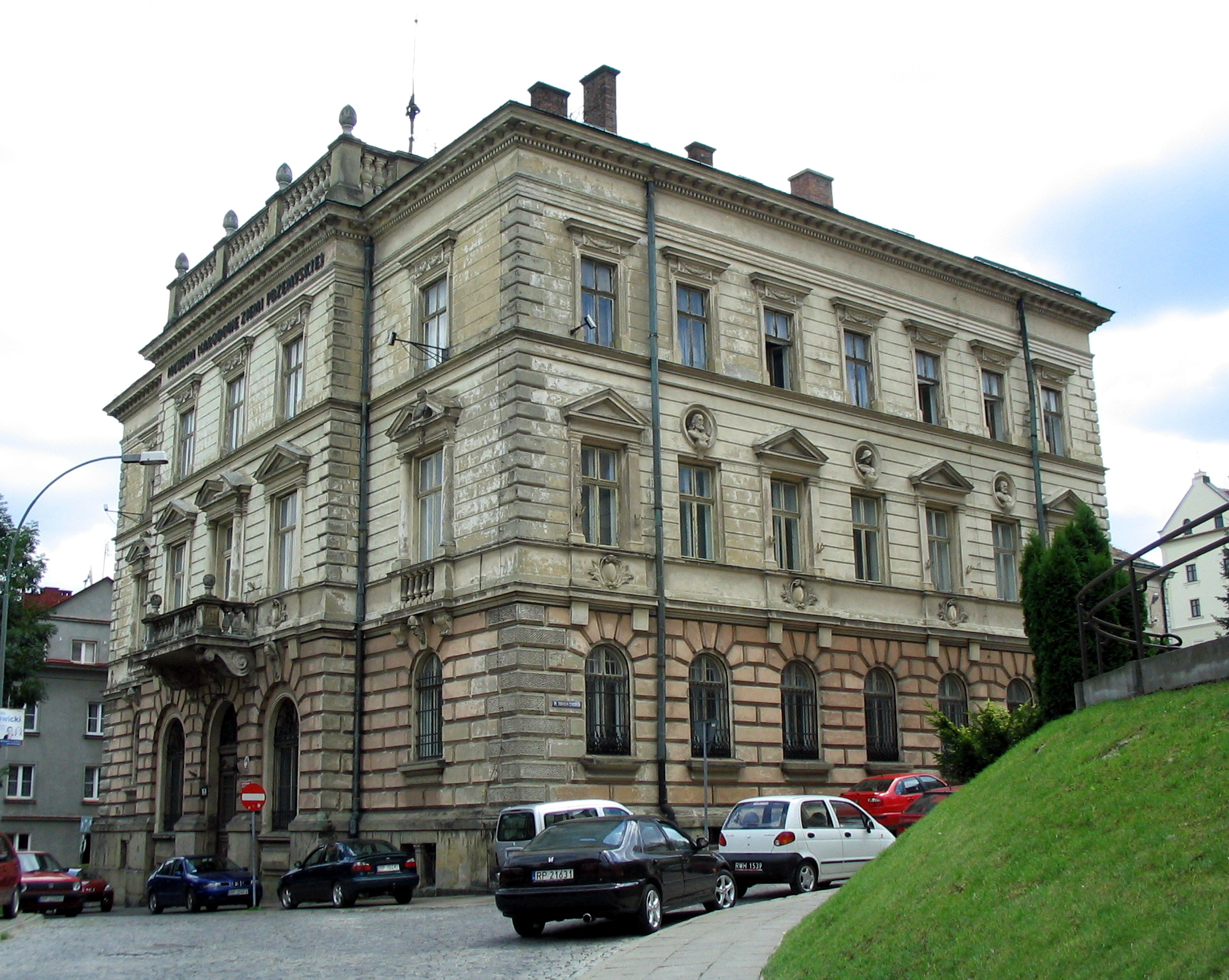
Pałac biskupów przemyskich

Eparchia przemyska – historyczna eparchia Kościoła unickiego, powstała w 1692, w wyniku przystąpienia prawosławnego biskupa przemyskiego Innocentego Winnickiego wraz z całą eparchią przemysko-samborską do unii brzeskiej. 31 maja 1996 r. po reorganizacji Kościoła greckokatolickiego w Polsce ustanowiono archieparchię przemysko-warszawską.

## Historia
W czasie uchwalania unii brzeskiej (1596) biskup przemyski Michał Kopysteński unii nie uznał. Od tego czasu wyznaczani byli równolegle do prawosławnych również greckokatoliccy biskupi przemyscy, ale do 1692 miało to znaczenie tylko tytularne. Kilkakrotnie podejmowano próby pogodzenia wyznawców prawosławia i unitów, m.in. na synodach we Lwowie (1629) i Lublinie (1680), jednak bez efektów. Dopiero biskup Innocenty Winnicki w 1691 zdecydował się przyłączyć do unii.
W pierwszej połowie XVIII wieku na grekokatolicyzm przeszła większość parafii i wiernych. Unicka diecezja przemyska była spadkobiercą średniowiecznego biskupstwa prawosławnego z siedzibami w Przemyślu i Samborze. 
Przejściowo, w drugiej połowie XVIII wieku przemysko-samborska diecezja unicka dzieliła się na 3 oficjalaty: generalny przemyski oraz katedralne sanocki i samborski. Każdy oficjalat dzielił się na dekanaty (protopopie), których w końcu XVIII wieku było 31. 
W 1772 znalazła się pod rządami austriackimi. W jej skład wchodziło wtedy 1253 parafie, liczyła wtedy 24 900 km² i około 300 tys. wiernych.
Do chwili rozbiorów na terenie diecezji było 9 klasztorów męskich (bazyliańskich) i 3 żeńskie. W wyniku reform józefińskich na przełomie XVIII i XIX w. zredukowano liczbę parafii greckokatolickich. Pod koniec XIX wieku greckokatolicka diecezja przemyska miała 685 parafii, 23 samodzielne wikariaty, ponad 800 kapłanów zajętych pracą duszpasterską, 997 600 wiernych, 6 męskich klasztorów (Dobromil, Drohobycz, Krechów, Krystynopol, Ławrów, Żółkiew) i 1 żeński w Jaworowie. 
Kapłani eparchii przemyskiej w czasie zaboru austriackiego kształcili się początkowo w Barbareum oraz w Greckokatolickim Seminarium Generalnym. W 1845 biskup Iwan Snihurśkyj utworzył Greckokatolickie Seminarium Duchowne w Przemyślu.
W 1934 wyłączono z diecezji 9 dekanatów, na ogólną liczbę 54, tworząc Apostolską Administrację Łemkowszczyzny.
Po II wojnie światowej w połowie 1946 biskupi zostali aresztowani, a eparchia rozwiązana przez komunistyczne władze państwowe. 
W 1991 została powtórnie erygowana przez papieża Jana Pawła II jako bizantyjsko-ukraińska eparchia przemysko-warszawska. W 1996 przekształcona w archieparchię przemysko-warszawską.

## Organizacja

### Dekanaty

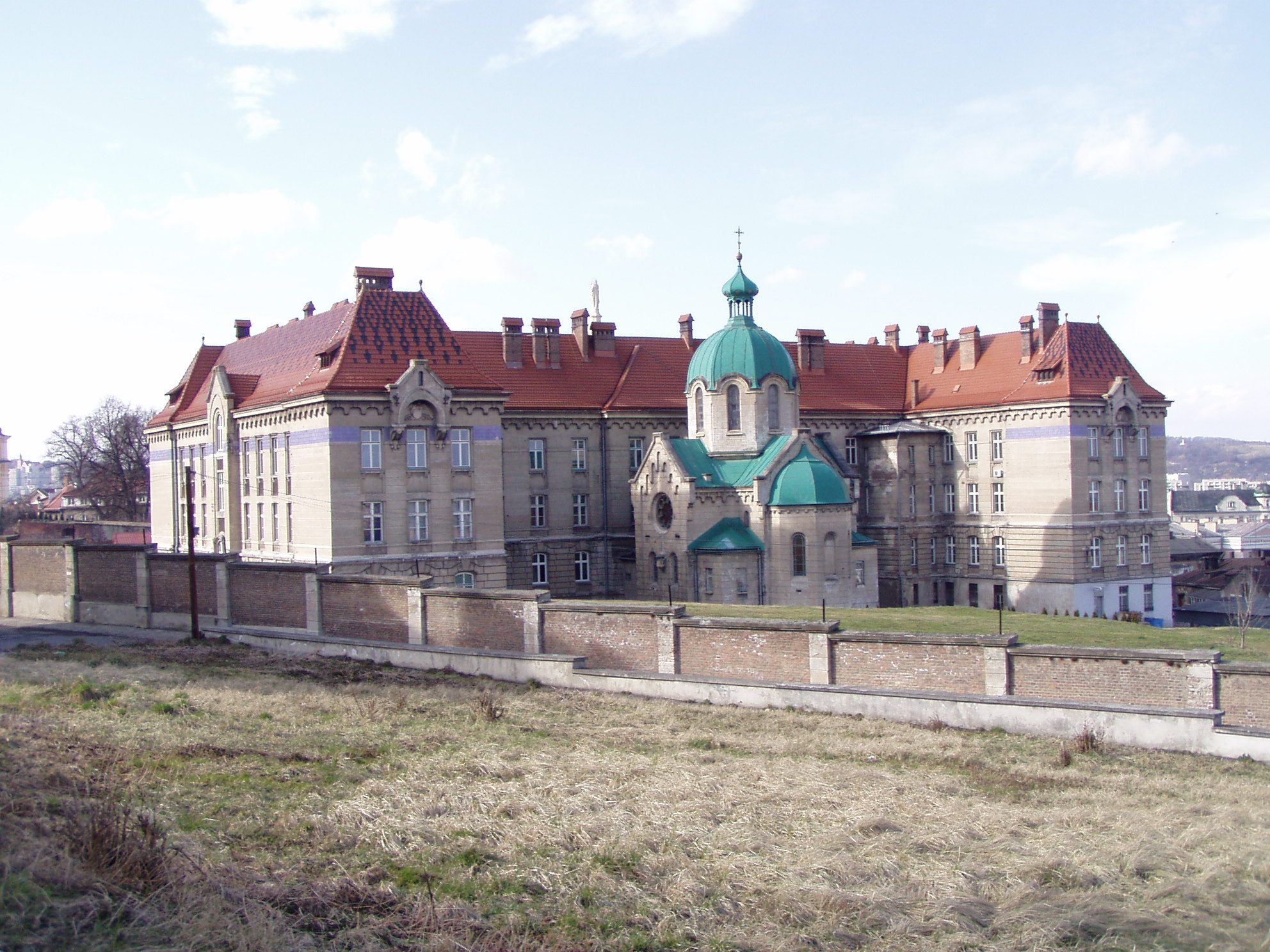

W 1772 do eparchii należały dekanaty: baligrodzki, biecki, birczański, dobromilski, drohobycki, dukielski, horodocki, jarosławski, jasielski, jaworowski, komarniański, krośnieński, leski, lubaczowski, mokrański, mościski, muszyński, niżankowicki, oleszycki, pruchnicki, przemyski, samborski, sanocki, sądowowiszeński, skolski, starosolski, starosamborski, stryjski, tarnogrodzki, wysoczański, zatwarnicki i żukotyński.

W tym samym roku dołączono dekanaty z zajętych przez Austrię w czasie I rozbioru Polski eparchii greckokatolickich: chełmskiej - hrabowiecki, horodelski, hrubieszowski, tyszowski, szczebrzeszyński i zamojski, oraz bełskiej - bełski, buski, potylicki, sokalski, stojanowski, stremilecki, skurowicki, tartakowski, tomaszowski, ulanowski i wareski.
20 sierpnia 1787 r. 7 dekanatów przyłączono do eparchii lwowskiej - buski, grodecki, radziechowski, skolski, stryjski, strzemilski i skurowicki.
Do 1921 w eparchii przemyskiej znajdowało się 30 dekanatów: baligrodzki, bełski, birczański, dobromilski, drohobycki, dukielski, jarosławski, jaworowski, kańczudzki, komarniański, krośnieński, kulikowski, leski, lubaczowski, mościski, muszyński, niżankowicki, przemyski, pruchnicki, samborski, sanocki, sokalski, starosamborski, starosolski, sądowowiszeński, uhnowski, ustrzycki, waręski, wysoczański, żółkiewski, żukotyński.
W 1921 podczas reformy podziału dekanalnego utworzono nowe: borysławski, bukowski, cieszanowski, ciśniański, dynowski, gorlicki, grybowski, krakowiecki, leżajski, lutowiski, łuczański, łupkowski, medenicki, medycki, niemirowski, podbuski, radymniański, rawski, rudecki, rymanowski, sieniawski, turczański, wielkomosteński. Zlikwidowano natomiast dekanaty: biecki, horożański, jaśliski, kańczucki, mokrański, olchowiecki, oleszycki, potelicki, zatwarnicki.
Po 1930 utworzono dodatkowo dekanat rozłucki.
W 1934 9 dekanatów wydzielono jako Apostolską Administrację Łemkowszczyzny: bukowski, dukielski, dynowski, gorlicki, grybowski, krośnieński, muszyński, rymanowski i sanocki.
Wszystkie istniejące dekanaty zostały zlikwidowane wskutek wysiedleń ludności ukraińskiej w latach 1945-1946 i 1947 oraz represji polskich władz komunistycznych.
W 1991, po odnowieniu eparchii przemyskiej, utworzono 7 dekanatów: elbląski, koszaliński, krakowsko-krynicki, olsztyński, przemyski, wrocławski i zielonogórski.

### Kapituła
Archidiakonami byli:
- Jurij Strelbyćkyj 1816-1832
- Iwan Siłećkyj 1832-1834
- Iwan Ławrowśkyj 1834-1846
- Toma Polianśkyj 1847-1854
- Althal Wytoszynśkyj 1857-1863
- Teodor Łukaszewśkyj 1863-1881
- Antin Juzyczynśkyj 1865-1888
- Wenedykt Litynśkyj 1887-1895
- Pawło Matkowśkyj 1898-1909
- Myron Podolinśkyj 1909-1919
- Iwan Wojtowycz 1919-1921
- Ołeksandr Zubryćkyj 1921-1932
- Mychajło Mryc 1935-1945

Kustosze kapituły to:
- Iwan Mohylnyćkyj 1816-1831
- Toma Polianśkyj 1834-1847
- Althal Wytoszynśkyj 1847-1857
- Teodor Łukaszewśkyj 1857-1863
- Antin Juzyczynśkyj 1863-1882
- Łew Kordasewycz 1882-1883
- Wenedykt Litynśkyj 1884-1887
- Pawło Matkowśkyj 1887-1898
- Myron Podolinśkyj 1898-1909
- Iwan Wojtowycz 1912-1919
- Wasyl Łewyćkyj 1919-1935
- Wasyl Pynyło 1935-1945

Scholastycy:
- Althal Wytoszynśkyj 1845-1847
- Hryhorij Gynylewycz 1850-1871
- Łew Kordasewycz 1879-1882
- Iwan Ilnyćkyj 1882-1883
- Pawło Matkowśkyj 1884-1887
- Karło Wołoszynśkyj 1887-1898
- Iwan Wojtowycz 1898-1912
- Iwan Stryjśkyj 1912-1914
- Mychajło Mryc 1918-1935
- Wołodymyr Gmytraszewycz 1935-1945

### Konsystorzbiskupi
Wikariuszami generalnymi byli:
- Teodor Fedynkewycz 1828(?)-1831
- Iwan Siłećkyj 1835(?)-1847
- Toma Polianśkyj 1856-1860
- Hryhorij Szaszkewycz 1873(?)-1888
- Wenedykt Litynśkyj 1892-1893
- Kostiantyn Bohaczewśkyj 1923-1924
- Hryhorij Łakota 1924-1939(?)

Kanclerze konsystorza:
- Iwan Siłećkyj do 1832
- Toma Polianśkyj 1832-1833
- Andrij Petreszewycz  1835-1838
- Althal Wytoszynśkyj 1839-1845
- Teodor Łukaszewśkyj 1847-1857
- Łew Kordasewycz 1857-1880
- Pawło Matkowśkyj 1880-1884
- Karło Wytoszynśkyj 1884-1890
- Kostiantyn Czechowycz 1890-1896
- Iwan Wojtowycz 1896-1900
- Iwan Stryjśkyj 1900-1912
- Ołeksandr Zubryćkyj 1912-1918
- Stepan Macjurak 1924
- Mykoła Hryceljak 1926-1939

## Literatura
- Maciej Mróz, Katolicyzm na pograniczu. Kościół katolicki wobec kwestii ukraińskiej i białoruskiej w Polsce w latach 1918-1925, Toruń 2003, ISBN 83-7322-464-5
- Dmytro Błażejowśkyj, Historical sematism of the Eparchy of Peremysl including the Apostolic Administration of Lemkivscyna (1828-1939), Lwów 1995